# Отписани (ТВ филм)
„Отписани” је југословенски ТВ филм из 1978. године. Режирао га је Александар Ђорђевић а сценарио је написао Драган Марковић.

## Улоге
| Глумац                   | Улога            |
| ------------------------ | ---------------- |
| Иван Бекјарев            | Цане Курбла      |
| Александар Берчек        | Мрки             |
| Драгомир Бојанић Гидра   | Микула           |
| Војислав Воја Брајовић   | Тихи             |
| Драган Николић           | Прле             |
| Злата Петковић           | Марија           |
| Уснија Реџепова          |                  |
| Павле Вуисић             | Јоца             |
| Стево Жигон              | Кригер           |
| Предраг Живковић Тозовац |                  |
| Драгољуб Јовановић       | Портир у болници |